# Кемерашу
Кемерашу (рум. Cămărașu) — село у повіті Клуж в Румунії. Адміністративний центр комуни Кемерашу.
Село розташоване на відстані 303 км на північний захід від Бухареста, 40 км на схід від Клуж-Напоки.

## Населення
За даними перепису населення 2002 року у селі проживали 1502 особи.
Національний склад населення села:
| Національність | Кількість осіб | Відсоток |
| -------------- | -------------- | -------- |
| румуни         | 1028           | 68,4%    |
| цигани         | 289            | 19,2%    |
| угорці         | 185            | 12,3%    |

Рідною мовою назвали:
| Мова      | Кількість осіб | Відсоток |
| --------- | -------------- | -------- |
| румунська | 1121           | 74,6%    |
| циганська | 195            | 13,0%    |
| угорська  | 186            | 12,4%    |